# 索契職業足球會
索契職業足球會（羅馬化：Professional'nyy Futbolny Klub Soči）是俄羅斯一家職業足球會，位於索契，成立於2018年，主場為菲什特奧林匹克體育場。

## 歷史
索契職業足球會于2018年6月6日在聖彼得堡迪納摩足球俱樂部搬迁至索契后成立，从而成为该市唯一的职业足球俱乐部。